# Kallerupfundet
Kallerupfundet er et bronzealderfund, der er gjort ved Kallerup i Thy i februar 2019. Det består af fire bronzegenstande: en ceremoniel pragtøkse, en dobbeltansigtet, hornet mandsfigur og to dobbelte hestefigurer på døller. Disse stammer fra yngre bronzealder (1100-500 f.Kr.) og udgør sammen et offerfund.
Selve fundet blev gjort af detektorfører Peter Jensen, da han ledte efter vragdele fra flyet Stirling III BK461, der blev skudt ned under 2. verdenskrig. Opdagelsen af et fund som Kallerupfundet anses for ganske sjældent, og i 2019 var det at finde på Slots- og Kulturstyrelsens liste over årets mest spektakulære arkæologiske fund. Kallerupfundet er i øjeblikket udstillet på Thisted Museum.

## Øksen
Ceremoniøksen fra Kallerup, et pragteksemplar på fordums bronzestøberkunst, er unik i sin form — paralleller kan drages til svenske helleristninger som Kivikgraven. Kultøksen, der udelukkende er blevet brugt til religiøse ceremonier er enestående, og de spiraler, der pryder den, er nok bronzealderreligionens mest udbredte symbol. 

## Figurerne
Bronzefiguren bærer en hornet hjelm, der i Danmark kendes fra hjelme i fuld størrelse fra Brøns Mose og fra små bronzefigurer fra Grevensvænge. Desuden findes eksempler på hornede hjelme på svenske og iberiske helleristninger samt på små bronzefigurer fra Sardinien (en). Figuren er beregnet til montering på toppen af en stav, og dens to ansigter er klare tegn på bronzealderreligionens fascination af dobbelthed og dualisme.
Det samme er tilfældet for de to heste, der står side om side. De er et velkendt symbol fra bronzealderen, der kombinerer slangekrop og hestehoved.